# Veronika Kovářová
Veronika Kovářová (* 1986) ist eine tschechische Fußballschiedsrichterin.
Seit 2018 steht Kovářová auf der Liste der FIFA-Schiedsrichter und leitet internationale Fußballpartien. Sie gehört zur Gruppe der UEFA-First-Category-Schiedsrichterinnen.
Kovářová leitete unter anderem Spiele in der Women’s Nations League, in der Qualifikation zur Women’s Champions League, in der Qualifikation für die Europameisterschaft 2022 in England, in der europäischen WM-Qualifikation für die Weltmeisterschaft 2023 in Australien und Neuseeland sowie Freundschaftsspiele.